# Смородино (Чувашия)
Сморо́дино (чув. Сморотин) — деревня в Аликовском муниципальном округе Чувашской Республики. Входила в состав Аликовского сельского поселения до его упразднения в 2022 году.

## Общие сведения о деревне

### История
Основали селение в 30-е — 40-е года XX века крестьяне деревни Эренары.

### География
Смородино расположено южнее административного центра Аликовского района на 3 км. Рядом проходит автомобильная дорога Аликово — Красные Четаи.

### Климат
Климат умеренно континентальный с продолжительной холодной зимой и тёплым летом. Средняя температура января −12,9 °C, июля 18,3 °C. За год в среднем выпадает до 552 мм осадков.

### Демография
Население чувашское — 96 человек (2006 г.), из них большинство мужчин (50).

## Связь и средства массовой информации
- Связь: ОАО «Волгателеком»,Би Лайн,МТС,Мегафон. Развит интернет ADSL технологии.
- Газеты и журналы: Аликовская районная газета «Пурнăç çулĕпе»-«По жизненному пути» Языки публикаций: Чувашский, Русский.

- Телевидение:Население использует эфирное и спутниковое телевидение. Эфирное телевидение позволяет принимать национальный канал на чувашском и русском языках.